# Донгшон

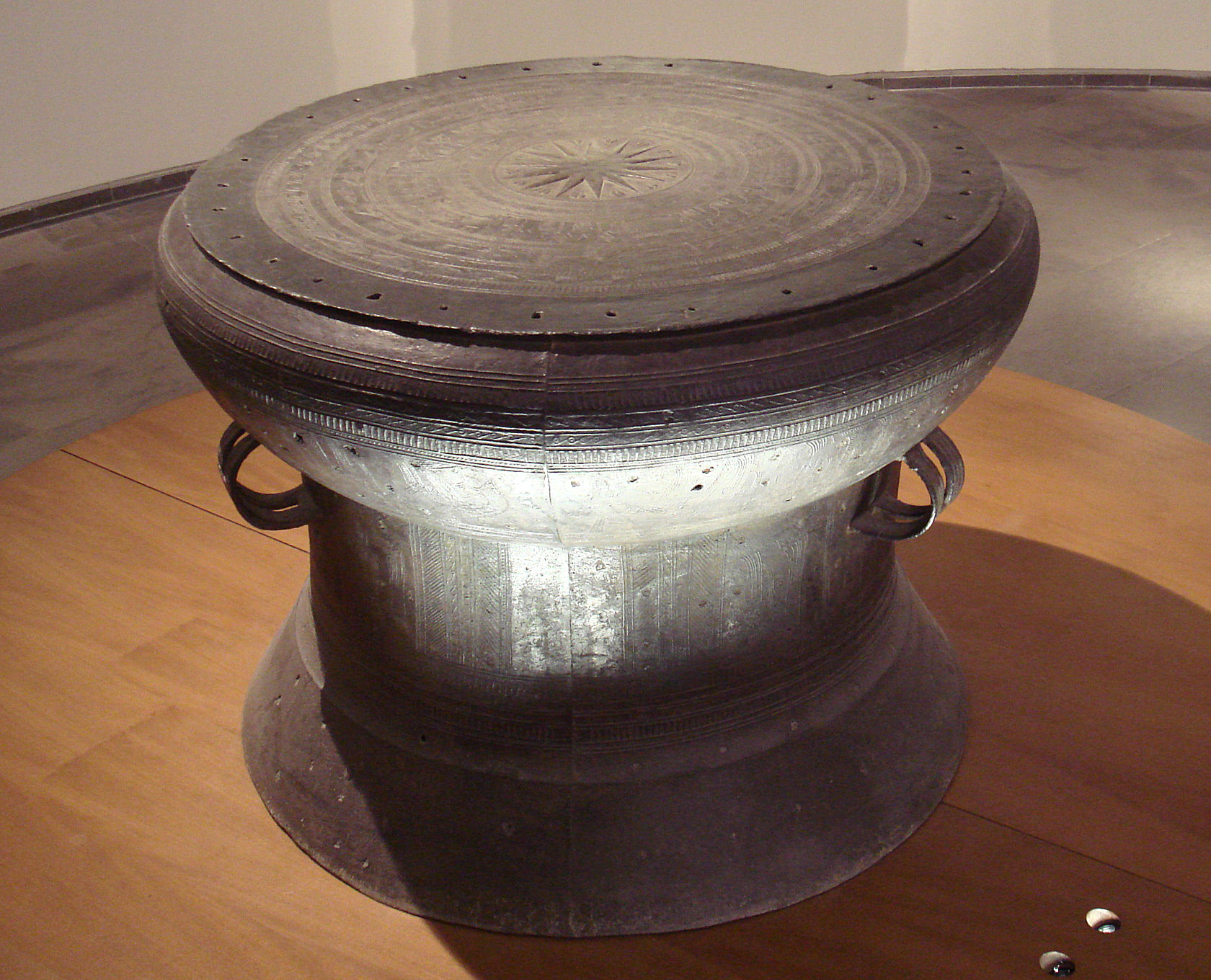
Бронзовый барабан из окрестностей реки Да, Вьетнам. Донгшонская культура, этап II, середина 1 тыс. до н. э.

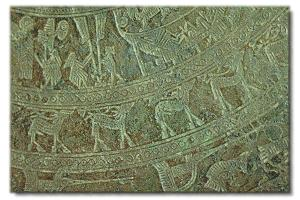
Изображение на Барабан из Нгоклу из Нгоклу, Вьетнам

Донгшо́н (вьет. Văn hóa Đông Sơn) — доисторическая археологическая культура азиатского бронзового века, существовавшая на территории Индокитая. Названа по поселению Донгшон (вьет. Đông Sơn) во вьетнамской провинции Тханьхоа, где были обнаружены её следы при раскопках в 1924—1928, 1934—1939 и 1961 годах.
Предполагается, что носители культуры прибыли в Индокитай с севера около 300 года до н. э., поскольку наиболее ранние находки относятся к этой дате. Культура Донгшон не специализировалась исключительно на бронзе, поскольку её представители также изготавливали железные предметы, а также обрабатывали изделия китайского происхождения. Тем не менее, наиболее характерными для данной культуры являются именно бронзовые изделия, в частности, знаменитые ритуальные барабаны.
Также от культуры Донгшон остались ритуальные каменные монументы, подобные обнаруженным в Полинезии.
Люди данной культуры превратили дельту реки Хонгха в крупный регион производства риса. Именно донгшонская культура является первой цивилизацией Индокитая. Она исчезла после завоевания региона китайцами во II веке до н. э.
Донгшонская культура поддерживала обмен с другими народами Юго-Восточной Азии. Влияние её искусства простиралось, помимо территории современного Вьетнама, на Лаос, Камбоджу и Индонезию. Это выражалось в большом разнообразии ритуальных изделий из бронзы, часто украшенных антропо- или зооморфными мотивами, отлитых при помощи восковых моделей — в частности, барабанов и топоров. Диаметр крупнейшего барабана, обнаруженного на острове Бали, составляет 1,6 метра, а высота — 1,86 метра. На небольшом островке Алор в провинции Восточные Малые Зондские острова) обнаружены тысячи бронзовых барабанов-«моко», происхождение которых остаётся неясным. На церемониальных бронзовых топорах изображены мотивы сражений — аналогичные мотивы встречаются на тканях индонезийских островов Калимантан и Суматра. Ещё одним распространённым декоративным мотивом донгшонской культуры является спираль.
У представителей культуры Донгшон из Вьетнама определены митохондриальные гаплогруппы F (субклады F1e и F1a) и M (субклады M7c1b и M7b1a).